# Pico Bóveda
El pico Bóveda es una montaña de la cordillera Cantábrica ubicada en la sierra del Cordel. Mide 2067 metros de altitud y se sitúa entre el Cueto de la Horcada (2111 m) y el Cornón (2125 m). Además, se localiza en la divisoria de dos municipios: Polaciones al norte y Campoo de Suso al sur.

## Hidrografía
En la vertiente sureste de esta montaña nace el río Guares, que desemboca en el río Híjar a la altura de Riaño de Campoo.

## Rutas de acceso
Las rutas de montañismo que conducen a la cima del pico Bóveda arrancan en el collado de la Fuente del Chivo y en la estación de esquí de Alto Campoo. Las variantes posibles son las que siguen a continuación: 
a) Llegar al Bóveda desde el collado de la Fuente del Chivo y alcanzando la cima del Cornón.
b) Subir al Bóveda por su ladera sur en línea recta, siempre y cuando haya nieve cubriendo el escobar.
c) Ascender por su canal sureste.
d) Acceder al Bóveda desde el cordal que lo une con el Cueto de la Horcada.